# Kemal Koyuncu
Kemal Koyuncu (Inegöl, 25 gennaio 1985) è un mezzofondista turco.

## Palmarès
| Anno | Manifestazione          | Sede       | Evento        | Risultato | Prestazione | Note |
| ---- | ----------------------- | ---------- | ------------- | --------- | ----------- | ---- |
| 2007 | Europei under 23        | Debrecen   | 5000 m piani  | Bronzo    | 13'54"32    |      |
| 2007 | Universiadi             | Bangkok    | 5000 m piani  | Finale    | dnf         |      |
| 2008 | Mondiali indoor         | Valencia   | 1500 m piani  | Batteria  | 3'57"70     |      |
| 2009 | Universiadi             | Belgrado   | 5000 m piani  | 14º       | 14'25"61    |      |
| 2009 | Giochi del Mediterraneo | Pescara    | 1500 m piani  | 12º       | 3'49"78     |      |
| 2009 | Giochi del Mediterraneo | Pescara    | 5000 m piani  | Bronzo    | 14'04"99    |      |
| 2010 | Europei                 | Barcellona | 5000 m piani  | 13º       | 14'17"32    |      |
| 2010 | Europei                 | Barcellona | 10000 m piani | 22º       | 30'28"83    |      |
| 2011 | Europei indoor          | Parigi     | 3000 m piani  | Argento   | 3'41"18     |      |
| 2013 | Giochi del Mediterraneo | Mersin     | 5000 m piani  | 5º        | 14'29"75    |      |
| 2013 | Universiadi             | Kazan'     | 5000 m piani  | Finale    | dnf         |      |

## Altre competizioni internazionali
2008
- Oro alla Grand Atatürk Run ( Ankara)